# Guilford (Nueva York)
Guilford es un pueblo ubicado en el condado de Chenango en el estado estadounidense de Nueva York. En el año 2000 tenía una población de 3.046 habitantes y una densidad poblacional de 19.1 personas por km².

## Geografía
Guilford se encuentra ubicado en las coordenadas 42°24′11″N 75°27′8″O / 42.40306, -75.45222.

## Demografía
Según la Oficina del Censo en 2000 los ingresos medios por hogar en la localidad eran de $36,681, y los ingresos medios por familia eran $40,801. Los hombres tenían unos ingresos medios de $31,528 frente a los $24,742 para las mujeres. La renta per cápita para la localidad era de $15,536. Alrededor del 12.0% de la población estaban por debajo del umbral de pobreza.